# Bobrowniki (Silezië)
Bobrowniki is een dorp in het Poolse woiwodschap Silezië, in het district Będziński. De plaats maakt deel uit van de gemeente Bobrowniki en telt 3700 inwoners.

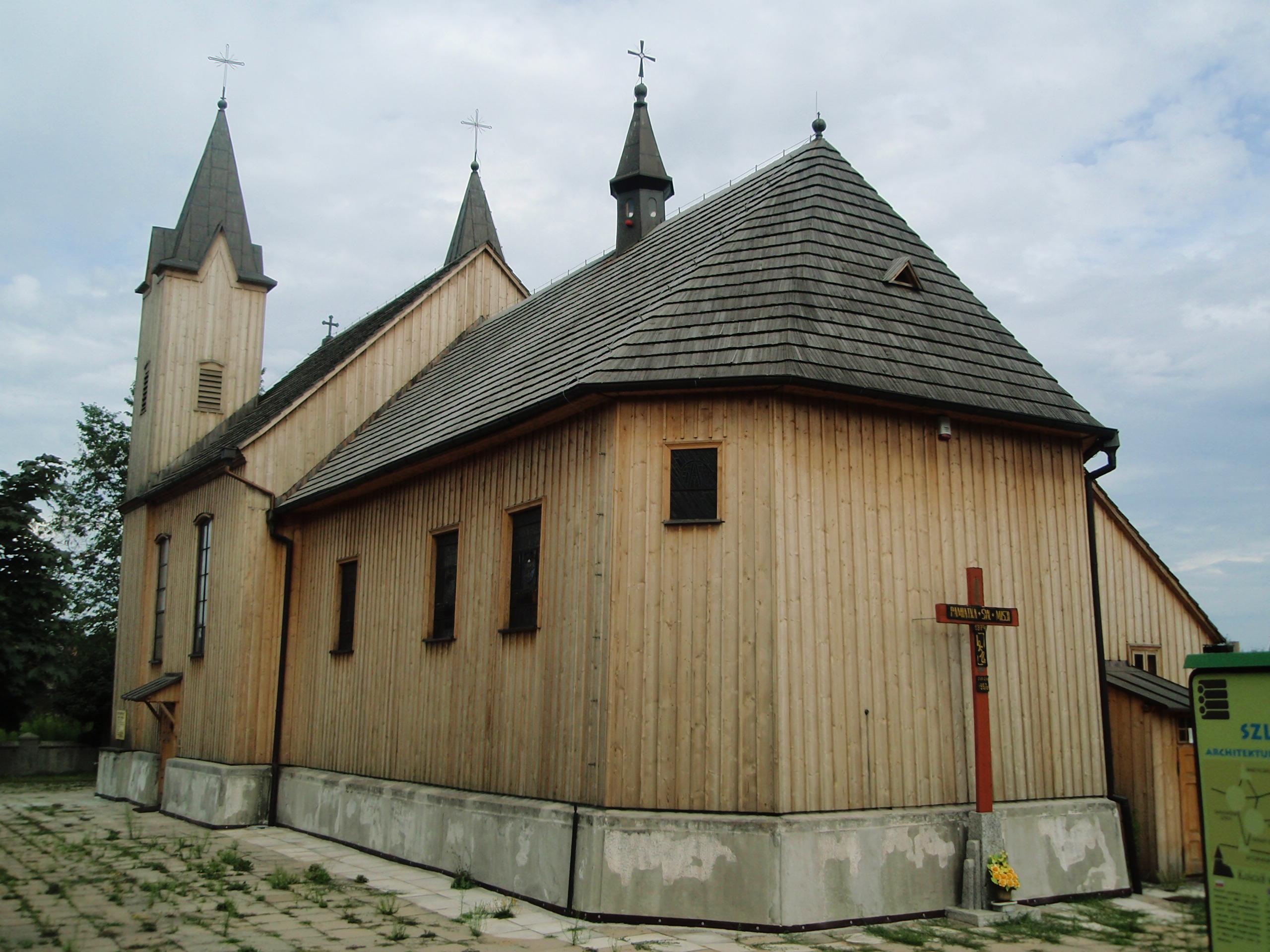
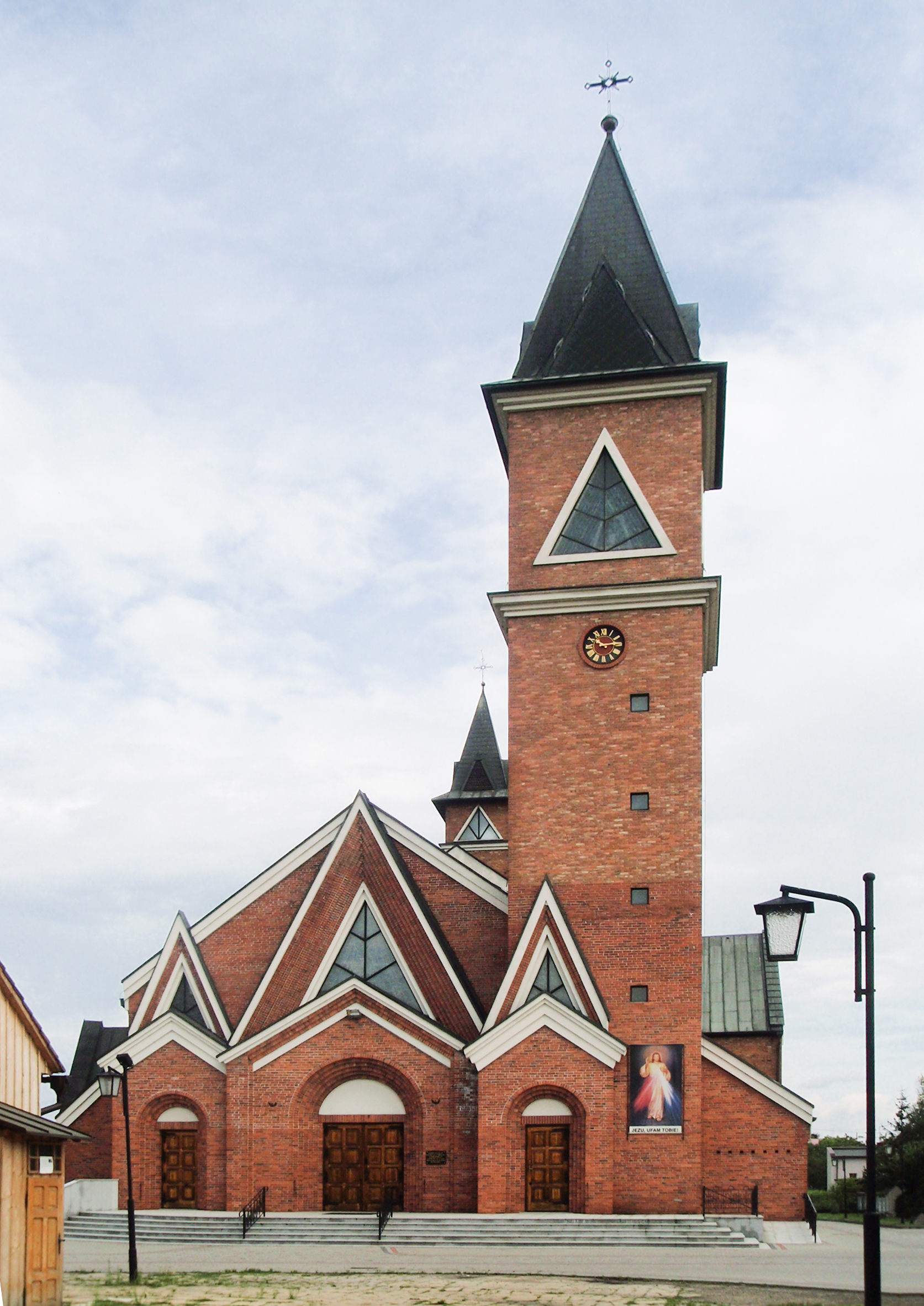
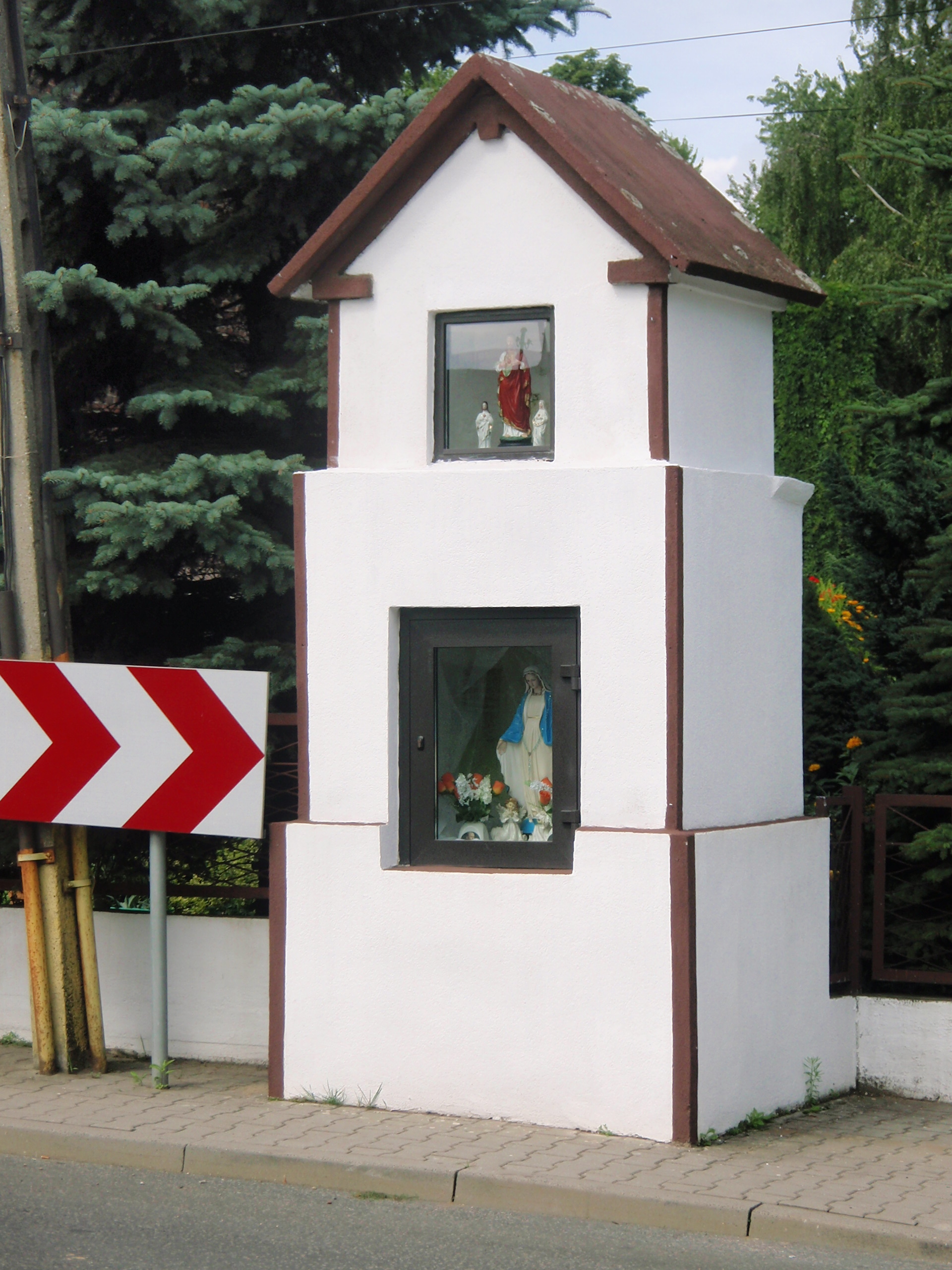